# ノーマン・イングランド
ノーマン・イングランド（Norman England, 1959年4月24日 - ）は、映画ライター、映画監督、脚本家、セットフォトグラファー。ニューヨーク出身。

## 略歴
1978年〜1991年、ニューヨークで活動していたロックバンド「Proper iD」で音楽活動をする。当時のバンドメイトLach and Geoff Notkinは後にScience Channelのリアリティ番組『Meteorite Men』に出演した。
1993年から日本に在住。
1998年、カプコン『バイオハザード2』のテレビCM（ジョージ・A・ロメロ監督）撮影現場を1週間取材する。
1999年、映画『ガメラ3 邪神覚醒』の取材で映画ライターとしてのキャリアをスタート。以後、ファンゴリアの日本駐在記者として活動。欧米の大手メディアでは初めて日本のホラー映画のニューウェーブについて書く。
日本在住という利点を活かし、様々な映画の撮影現場を取材、レポーターという枠を超えて作品にコミットしていった。
1999〜2004年、ゴジラミレニアムシリーズのセットで100日以上を過ごす。特に、2001年の4月から10月にわたり『ゴジラ・モスラ・キングギドラ 大怪獣総攻撃』（2001年）のセットを頻繁に訪れる。そこで、撮影中のゴジラスーツを着た唯一の外国人となった。
監督西村喜廣に『吸血少女対少女フランケン』の字幕制作を依頼されたのをきっかけに字幕制作を開始、それ以降金子修介、井口昇、中田秀夫、坂口拓、堤幸彦などの監督作品の字幕を担当した。
2012年、雑誌「映画秘宝」でコラム「Grindhouse USA」を連載する。
日本映画の配給販売向けキャッチコピーのコピーライティングの実績も多数ある。

## 監督として
2002年からデビュー作『The iDol』の構想を練り始め、2005年に撮影開始した。『The iDol』は2006年7月16日にモントリオールのファンタジア映画祭で初めて公開された。
2007年、ドキュメンタリー映画『Bringing Godzilla Down to Size: The Art of Japanese Special Effects for Classic Media』の監督を依頼される。このドキュメンタリーは2008年8月、グローマンズ・エジプシャン・シアターで世界に先駆けて公開された。後に、DVDセット『Rodan and War of the Gargantuas』の特典映像として2008年9月にリリースされた。
2008年、2作目『Feed Me』を撮影する。
2009年、短編『It's All Good』を監督する。

## 作品

### 俳優
- ゴジラ2000 ミレニアム（UFOから逃げる人）
- クロスファイア （レストランのびっくりお客）
- ステーシー （ジェフ）
- ゴジラ×モスラ×メカゴジラ 東京SOS (Sgt. Woodyard)
- ウルトラQ dark fantasy （レストランのお客 第3話）
- ローレライ（ソナー運転者）
- デスノート（FBI代理人）
- ゾンビ自衛隊
- ULTRASEVEN X （酒を飲む外国人 第1話）
- 東京残酷警察
- ヘルドライバー
- 青いソラ白い雲
- 百年の時計
- ヌイグルマーZ（神父）
- 大仏廻国 The Great Buddha Arrival[2]
- ネズラ1964

### 監督
- The iDol
- Bringing Godzilla Down to Size: The Art of Japanese Special Effects
- Feed Me
- It's All Good
- Sushi Typhoon: Tokyo Invasion
- New Neighbor（2013年10月5日公開）